# Save the Last Dance for Me
 (mai 2017).
Si vous disposez d'ouvrages ou d'articles de référence ou si vous connaissez des sites web de qualité traitant du thème abordé ici, merci de compléter l'article en donnant les références utiles à sa vérifiabilité et en les liant à la section « Notes et références ».
Save the Last Dance for Me est une chanson composée par Doc Pomus et Mort Shuman. Elle est enregistrée pour la première fois en 1960 par le groupe The Drifters et rencontre un grand succès, atteignant la première place du classement Billboard pendant trois semaines non-consécutives.
Elle figure sur le single homonyme, dont la face B contient le titre Nobody but Me.

## Reprises et adaptations

### Reprises
La chanson a été reprise, enregistrée par de nombreux artistes, dont :
- Jerry Lee Lewis, à Nashville dans le studio de Sam Phillips, le 12 juin 1961 (Sun Records)
- Dion DiMucci and the Belmonts (1961)
- Paul Anka sur l'album Songs I Wish I'd Written (1963)
- Buck Owens sur l'album Together Again (en) (1964)
- Ike and Tina Turner sur l'album River Deep, Mountain High (1966)
- The Beatles pendant les sessions pour leur album Let It Be (1969)
- Harry Nilsson sur l'album Pussy Cats (en) (1974)
- The Cats sur l'album Like the old days (nl) (1977)
- Emmylou Harris sur l'album Blue Kentucky Girl (en) (1979)
- Carole Laure avec Lewis Furey (1980)
- Dolly Parton sur l'album The Great Pretender (en) (1983)
- Mink DeVille, en concert, sur l'album Le Chat bleu (1984)[1]
- Ann Breen (en) (1984), face A du 45 T n° HS 076 de chez Homespun Records (en)
- Bruce Willis sur l'album If It Don't Kill You, It Just Makes You Stronger (en) (1989)
- Michael Bublé sur l'album It's Time (2006)
- Bruce Springsteen, en concert
- Leonard Cohen, en concert (2013)

### Adaptations
En 1961, Dalida chante Garde-moi la dernière danse, adaptation française du titre par André Salvet et François Llenas ; titre également interprété par Petula Clark, cette même année.
En 1976, Mort Shuman reprend Garde-moi la dernière danse ; ainsi qu'Eddy Mitchell, en 2010, sur l'album Grand Écran, dans une version plus rythmée.

#### Classement hebdomadaire
| Classement de Dalida (1960) | Meilleure position |
| --------------------------- | ------------------ |
| Wallonie                    | 2                  |
| France                      | 3                  |
| Québec                      | 4                  |
| Italie                      | 34                 |

## Dans la culture
La chanson apparaît dans la série des années 2000 Queer As Folk dans l’épisode 22 de la saison 1 (Garde ta dernière danse). Sauf indication contraire, les informations mentionnées dans cette section peuvent être confirmées par le générique de fin de l'œuvre audiovisuelle présentée ici, ainsi que par la base de données cinématographiques IMDb,  présente dans la section « Liens externes ».
La chanson figure sur la bande son de nombreux films, y compris en (version remixée).
- Ceux qui m'aiment prendront le train (1998)